# Tumushuke
Cette page contient des caractères spéciaux ou non latins. S’ils s’affichent mal (▯, ?, etc.), consultez la page d’aide Unicode.
Tumushuke (图木舒克 ; pinyin : Túmùshūkè ; ouïghour : تۇمشۇق / Tumşuk) est une ville vice-préfecture de la région autonome du Xinjiang en Chine. Elle est administrée directement par le Corps de production et de construction du Xinjiang (Bingtuan).